# Love Song (faithの曲)
「Love Song」（ラブ ソング）は、日本の音楽ユニットfaithのメジャー1枚目のシングルである。2005年7月6日発売。発売元はキングレコード。

## 概要
- メジャーデビューシングル
- シングル「永遠の時間」に「ラブ classic mix□」が収録されている。
- PV監督は青山賢治。

## 収録曲
1. Love Song[5:12]
作詞・作曲：Jam／編曲：faith
2. QUEST OF MAZE[4:50]
作詞・作曲：Jam／編曲：faith
3. in the factory[4:06]
作詞・作曲：Jam／編曲：faith
4. Love Song (instrumental)[5:11]

## 収録アルバム
- オリジナル『Letter To The Future』（2006年2月15日）
- リミックス『Classical Mixes+Movies』（2007年7月11日）
※ラブ classic mix□
- ベスト『faithful BEST』（2009年2月11日）